# Kanton Caumont-l'Éventé
Caumont-l'Éventé is een voormalig kanton van het Franse departement Calvados. Het kanton maakte deel uit van het arrondissement Bayeux.
Het kanton werd op 22 maart 2015 opgeheven en verdeeld over twee al bestaande kantons. De gemeenten Cormolain, Foulognes, Sainte-Honorine-de-Ducy en Sallen werden opgenomen in het kanton Trévières, de overige 10 gemeenten in het kanton Aunay-sur-Odon.

## Gemeenten
Het kanton Caumont-l'Éventé omvatte de volgende gemeenten:
- Anctoville
- Caumont-l'Éventé (hoofdplaats)
- Cormolain
- Foulognes
- Hottot-les-Bagues
- La Lande-sur-Drôme
- Livry
- Longraye
- Sainte-Honorine-de-Ducy
- Saint-Germain-d'Ectot
- Sallen
- Sept-Vents
- Torteval-Quesnay
- La Vacquerie